# De Poema's
De Poema's is een samenwerkingsverband tussen de band Van Dik Hout en het duo Acda en De Munnik dat in 1999 ontstond. Hiermee scoorden ze twee grote hits: Mijn houten hart en Zij maakt het verschil. In het begin werd de indruk gewekt dat het eigenlijk een jeugdband was die na jaren weer samenkwam.

## Geschiedenis
In 1998 stond op Naar huis, het tweede album van Acda en De Munnik, het nummer Zitten voor de blues, wat een samenwerking met Van Dik Hout was. Het jaar erna brachten de bands onder de naam De Poema's een single uit, Mijn houten hart, wat een grote hit werd. In 2001 volgde een tweede, nóg succesvollere single, Zij maakt het verschil. Dat nummer stond twee weken op 1 in zowel de Top 40 als de Mega Top 100.
Het eerste en laatste album kwam in 2003 uit, getiteld Best of De Poema's, met daarop ook de drie bovenstaande nummers. Dit afscheidsalbum werd gekoppeld aan vier uitverkochte concerten in de Heineken Music Hall in Amsterdam. Verder werden er nog twee singles uitgebracht van het album: Ik mis niets en Gewoon maar wat op weg, maar deze konden het succes van de twee eerdere singles niet evenaren. 
In 2006 kwamen De Poema's weer eenmalig bij elkaar tijdens twee concerten van Acda en De Munnik, Van Dik Hout en De Dijk op Java-eiland in Amsterdam. 17 jaar later, in 2023, speelden De Poema's twee nummers tijdens de reünieconcerten van Acda en De Munnik in de Ziggo Dome.
In de bijlage van het album Best of de Poema's worden zogenaamd voorgaande albums en singles van de Poema's onder de aandacht gebracht. In werkelijkheid zijn dit echter toespelingen op een aantal historische albumcovers van diverse andere bands en artiesten, onder andere Déjà Vu van Crosby, Stills, Nash & Young, The Doors van The Doors, Sticky Fingers van de Rolling Stones, Nevermind van Nirvana, Ten van Pearl Jam en Look Sharp! van Joe Jackson.
Op het album Best of De Poema's staan twee vertaalde covers: Laat me niet staan is een Nederlandse versie van Don't Let Me Down van de Beatles, Groot en belangrijk van Ben Folds Five' One Angry Dwarf and 200 Solemn Faces.
Mijn houten hart werd in 2006 gecoverd door Idols-winnares Raffaëla en Paul de Leeuw.
In januari 2025 volgde een nieuw nummer: Op jou heb ik gewacht, in samenwerking met Snelle. Dit is het themanummer voor de 2025-editie van De Vrienden van Amstel LIVE!, waar De Poema's ook weer samen op gaan treden.

## Discografie
Hieronder volgt de discografie van De Poema's, met name de albums, nummers met een notering in een hitlijst en Top 2000-noteringen. Voor de muziek die een deel de artiesten heeft uitgebracht in de groep Acda en De Munnik, zie hier en in de groep Van Dik Hout, zie hier. Voor de discografieën van de Thomas Acda en Paul de Munnik als solo-artiest, zie hier voor Thomas Acda en hier voor Paul de Munnik.

### Albums
| Album              | Verschijnen      | Label    | Hitlijsten | Hitlijsten | Opmerkingen                        |
| Album              | Verschijnen      | Label    | NL         | NL         | Opmerkingen                        |
| Album              | Verschijnen      | Label    | Piek       | Weken      | Opmerkingen                        |
| ------------------ | ---------------- | -------- | ---------- | ---------- | ---------------------------------- |
| Best of De Poema's | 14 november 2003 | Columbia | 2          | 21         | Afscheidsalbum / Goud in Nederland |

### Singles
| Lied                               | Verschijnen      | Album              | Hitlijsten  | Hitlijsten  | Hitlijsten    | Hitlijsten    | Opmerkingen       |
| Lied                               | Verschijnen      | Album              | NL (Top 40) | NL (Top 40) | NL (Top 100)1 | NL (Top 100)1 | Opmerkingen       |
| Lied                               | Verschijnen      | Album              | Piek        | Weken       | Piek          | Weken         | Opmerkingen       |
| ---------------------------------- | ---------------- | ------------------ | ----------- | ----------- | ------------- | ------------- | ----------------- |
| Mijn houten hart                   | 2 juli 1999      | Best of De Poema's | 7           | 15          | 4             | 21            | 3FM Megahit       |
| Zij maakt het verschil             | 5 oktober 2001   | Best of De Poema's | 1 (2 wk)    | 18          | 1 (2 wk)      | 25            | Goud in Nederland |
| Ik mis niets                       | 17 oktober 2003  | Best of De Poema's | 29          | 4           | 26            | 7             |                   |
| Gewoon maar wat op weg             | 12 december 2003 | Best of De Poema's | tip14       | —           | 24            | 2             |                   |
| Op jou heb ik gewacht (met Snelle) | 2 januari 2025   |                    |             |             |               |               |                   |

### NPO Radio 2 Top 2000
| Nummers met noteringen in de NPO Radio 2 Top 2000 | '03  | '04 | '05 | '06 | '07 | '08 | '09 | '10 | '11 | '12 | '13 | '14 | '15 | '16 | '17 | '18 | '19 | '20 | '21  | '22  | '23 | '24 |
| ------------------------------------------------- | ---- | --- | --- | --- | --- | --- | --- | --- | --- | --- | --- | --- | --- | --- | --- | --- | --- | --- | ---- | ---- | --- | --- |
| Mijn houten hart                                  | -    | -   | 791 | 293 | 431 | 645 | 332 | 346 | 386 | 562 | 494 | 590 | 577 | 593 | 670 | 654 | 744 | 855 | 1019 | 1012 | 822 | 999 |
| Zij maakt het verschil                            | 1373 | 122 | 146 | 190 | 314 | 234 | 300 | 300 | 356 | 483 | 384 | 576 | 484 | 537 | 545 | 721 | 540 | 601 | 752  | 817  | 688 | 785 |

1. ↑  Een '-' betekent dat het nummer niet was genoteerd en een vetgedrukt getal geeft de hoogste notering van een nummer aan.
2. ↑  2003 was het eerste jaar met een notering voor De Poema's.

Zij maakt het verschil is voor Van Dik Hout met afstand het grootste succes in de hitlijsten (Laat het los en zelfs Stil in mij haalden de bovenste helft van de Top 40 niet). Voor Acda en De Munnik is het ook hun enige nummer 1-hit (Niet of nooit geweest bleef steken op 2 in de Top 40 en de Mega Top 100).
- International Standard Name Identifier: 0000 0004 7046 0408
- MusicBrainz: e4174992-4714-4e69-aebd-a64331bf9455